# Laulara Lama
Laulara Lama ist ein osttimoresischer Ort südlich der Landeshauptstadt Dili. Er liegt im Westen des Sucos Dare (Verwaltungsamt Vera Cruz, Gemeinde Dilil), an der Straße, die den Suco von Ost nach West durchquert. Hier biegt eine Seitenstraße nach Süden ab zum dort gelegenen Ort Leilaus, dem Zentrum der Aldeia Leilaus, zu der auch Laulara Lama gehört. Obwohl nur wenige Kilometer vom Meer entfernt, liegt Laulara Lama bereits in einer Meereshöhe von 718 m.